# Rusava
Rusava je obec v okrese Kroměříž ve Zlínském kraji. Rozkládá se v hlubokém údolí říčky Rusavy v severozápadní části Hostýnských vrchů, v průměrné výšce 410 metrů. Žije zde 573 obyvatel. Obec je známá též pod jménem Rotálovice a je vyhledávanou rekreační lokalitou.
Obec byla v roce 1924 přejmenována na Rusavu, podle stejnojmenné říčky, která se při deštích zbarvuje do „rusé“ barvy. Rusava, rozložená v dlouhém údolí, odolávala civilizačním vlivům a po dlouhou dobu si ponechala svůj osobitý charakter.

## Název
Při založení byla vesnice pojmenována Rotalovice (německy Rottalowitz) podle zakladatele Jana z Rottalu. Hovorově se však nazývala Rusava podle potoka, na kterém leží. Toto jméno do písemných zápisů začalo pronikat ve 2. polovině 19. století, roku 1924 bylo stanoveno za úřední. Základem pojmenování potoka bylo přídavné jméno rusý podle rezavého zabarvení vody způsobeného místními nalezišti železné rudy.

## Historie
První písemná zmínka o obci pochází z roku 1657 (Rottalovice). K roku 1672 je doložena podoba názvu Rothalowicze. Údolí horního toku Rusavy bylo sporadicky osídleno již v předchozích staletích (na území dnešní Rusavy se např. nacházela středověká ves Jestřebí, od poloviny 15. století opuštěná), skutečná vesnice zde však vznikla teprve poté, co se sem z nařízení zemského hejtmana Jana z Rottalu nuceně přestěhovali Valaši po jednom z nezdařených povstání.
Za druhé světové války obec proslula podporou partyzánského hnutí a stala se proto častým cílem odvetných akcí nacistů. Směrem na Vlčkovou je památník Slávka Londy, osmnáctiletého partyzána, který položil život nedaleko u Pardusu.
Významným člověkem, který na Rusavě v 19. století působil, byl Daniel Sloboda. Tento evangelický kněz, buditel a botanik se zasloužil o sblížení katolické a evangelické církve v tomto okresu. Často za ním jezdili jeho přátelé, např. Hanuš Schweiger, Samuel Jurkovič, Světozar Hurban Vajanský a další. Schovával zde své přátele ze Slovenska po povstání z roku 1849. Postavil zde evangelickou školu, kostel a faru.

## Obyvatelstvo

### Struktura
Vývoj počtu obyvatel za celou obec i za jeho jednotlivé části uvádí tabulka níže, ve které se zobrazuje i příslušnost jednotlivých částí k obci či následné odtržení.
| Místní části   | Místní části | 1869  | 1880  | 1890  | 1900  | 1910  | 1921 | 1930 | 1950 | 1961 | 1970 | 1980 | 1991 | 2001 | 2011 | 2021 |
| -------------- | ------------ | ----- | ----- | ----- | ----- | ----- | ---- | ---- | ---- | ---- | ---- | ---- | ---- | ---- | ---- | ---- |
| Počet obyvatel | část Rusava  | 1 116 | 1 212 | 1 153 | 1 199 | 1 124 | 991  | 964  | 804  | 826  | 730  | 634  | 596  | 601  | 596  | 546  |
| Počet domů     | část Rusava  | 176   | 188   | 193   | 194   | 193   | 188  | 189  | 197  | 195  | 197  | 194  | 244  | 264  | 279  | 282  |

## Obecní správa

### Obecní symboly
Znak a vlajka byly obci uděleny rozhodnutím předsedy Poslanecké sněmovny Parlamentu České republiky dne 1. února 1994.

## Akce
V obci se od roku 2004 každý rok pořádá cyklistický závod Rusavská padesátka.

## Pamětihodnosti
- kostel Povýšení svatého Kříže (1777–1779)
- Kašparova vila (1933–1934)
- lidová architektura – staré chalupy převážně z 18. století
- koupaliště s největším solárním systémem pro ohřev bazénové vody v České republice
- Evangelický kostel – kostel se stavěl velmi dlouho (počátek stavby 1865, svěcení kostela 20. května 1883) a má zajímavou historii
- dříve zde také za nynější školou stála dřevěná evangelická modlitebna z roku 1782
- chata a malířský atelier malíře Ludvíka Schneiderky, postaven v roce 1937

## Galerie

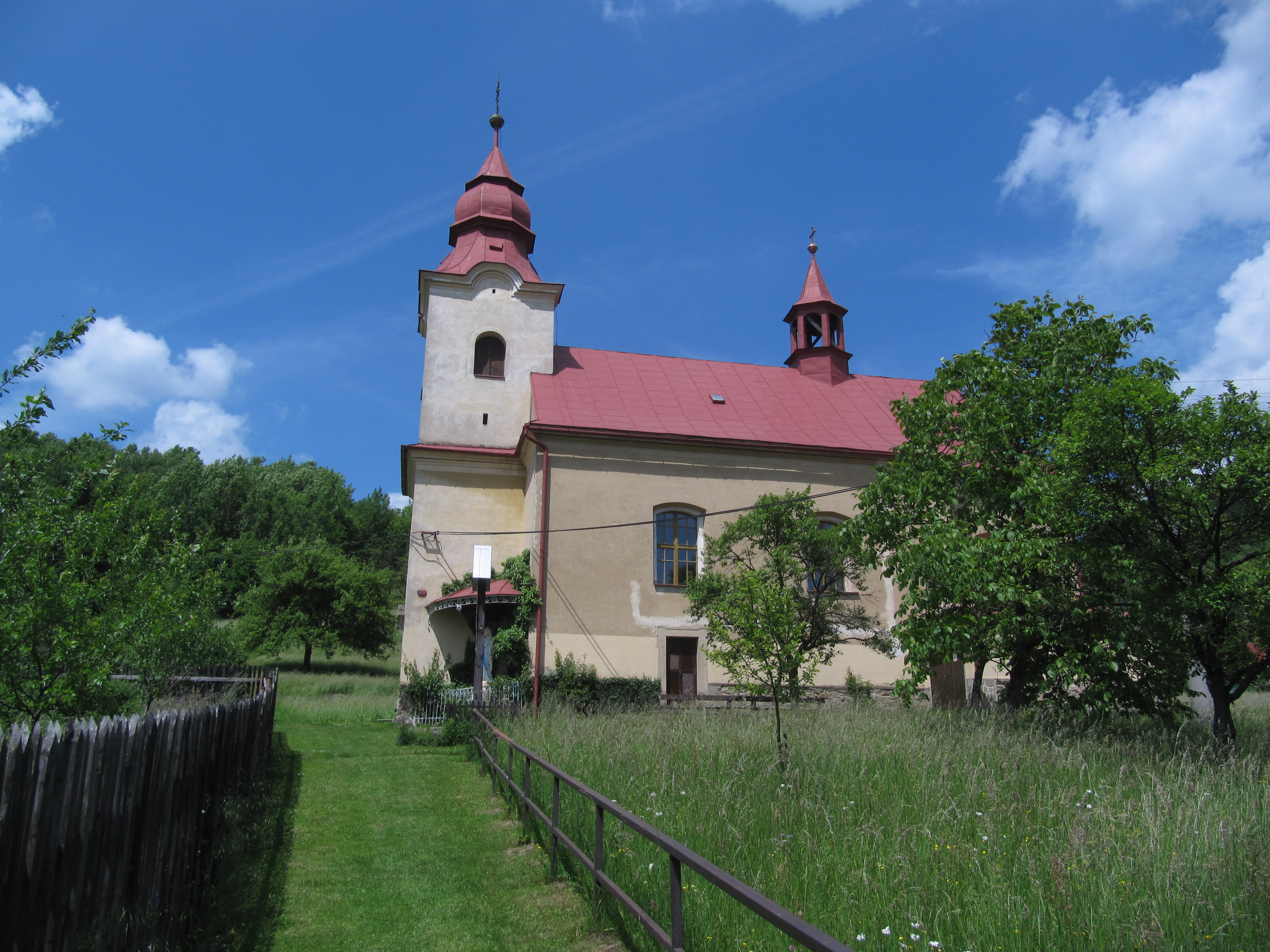
Katolický kostel Povýšení svatého Kříže
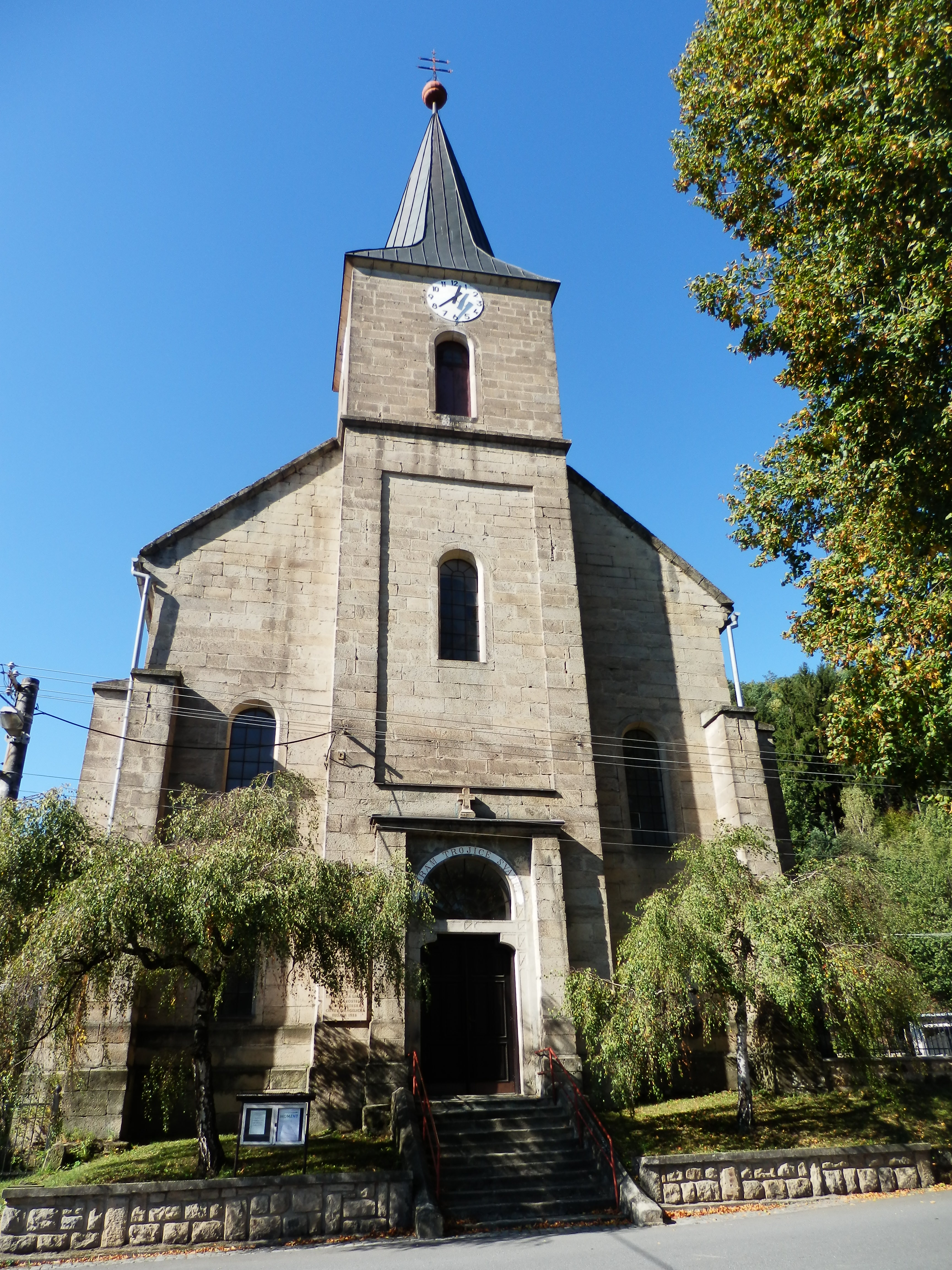
Evangelický kostel
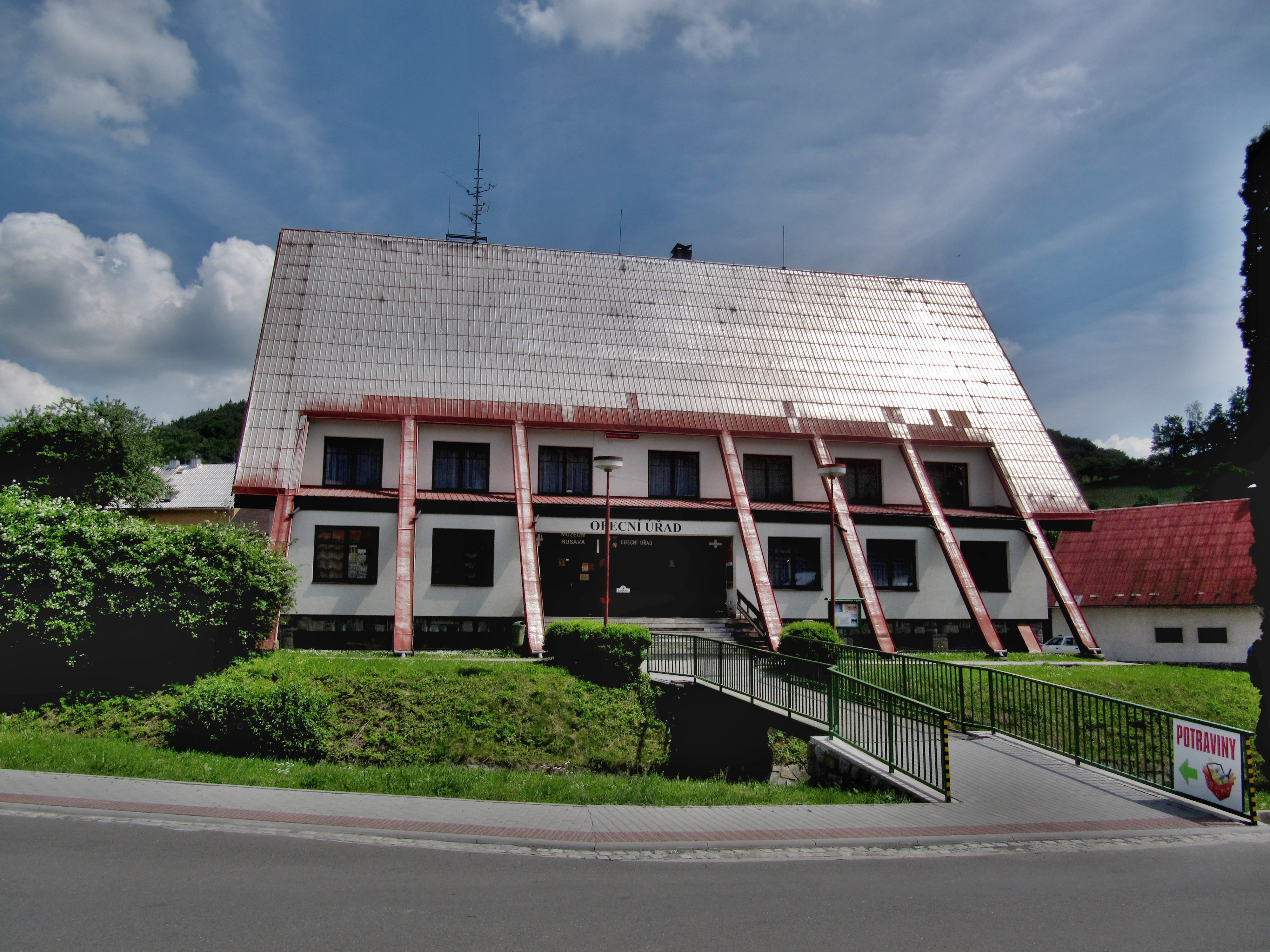
Obecní úřad
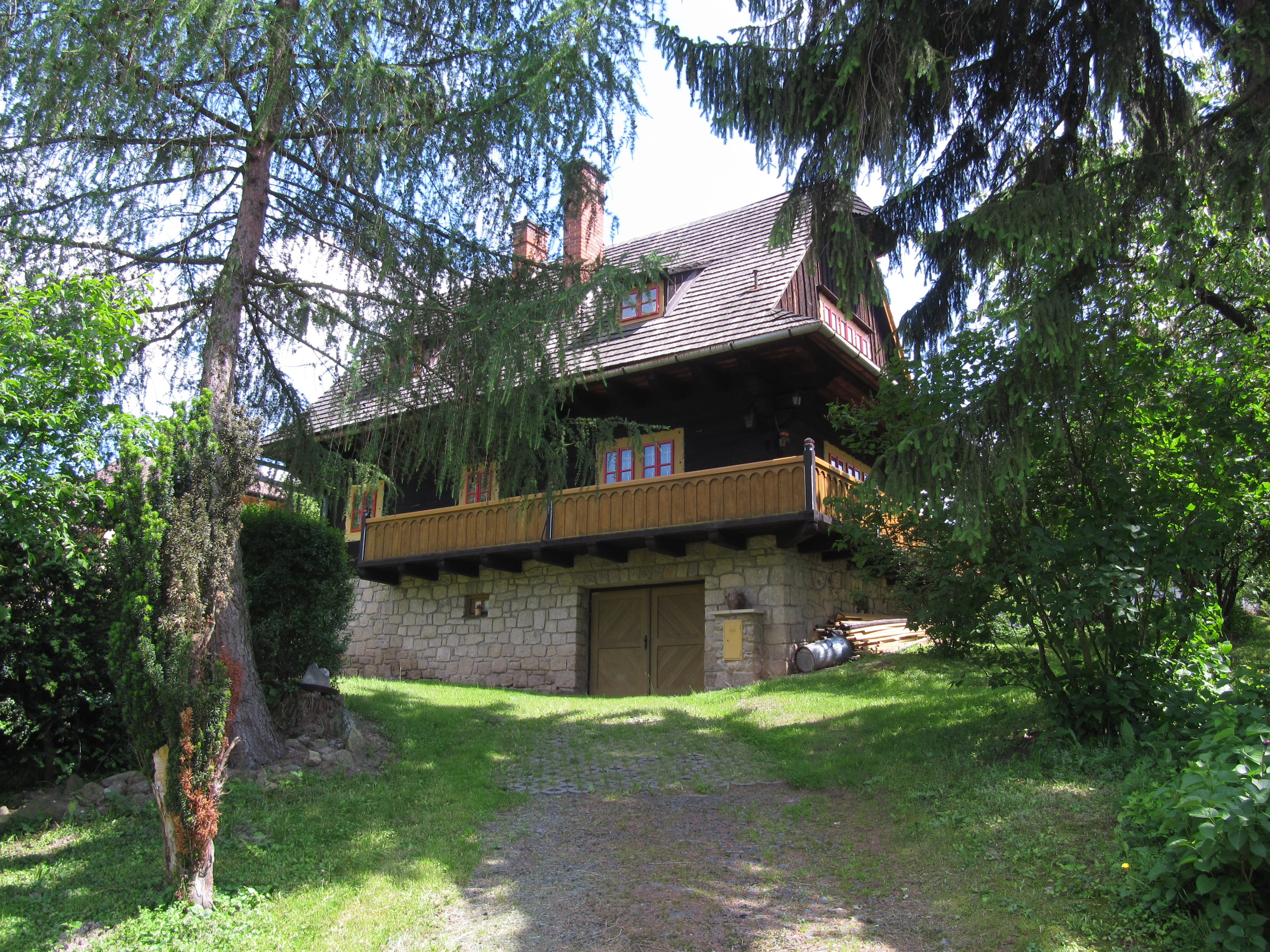
Kašparova vila
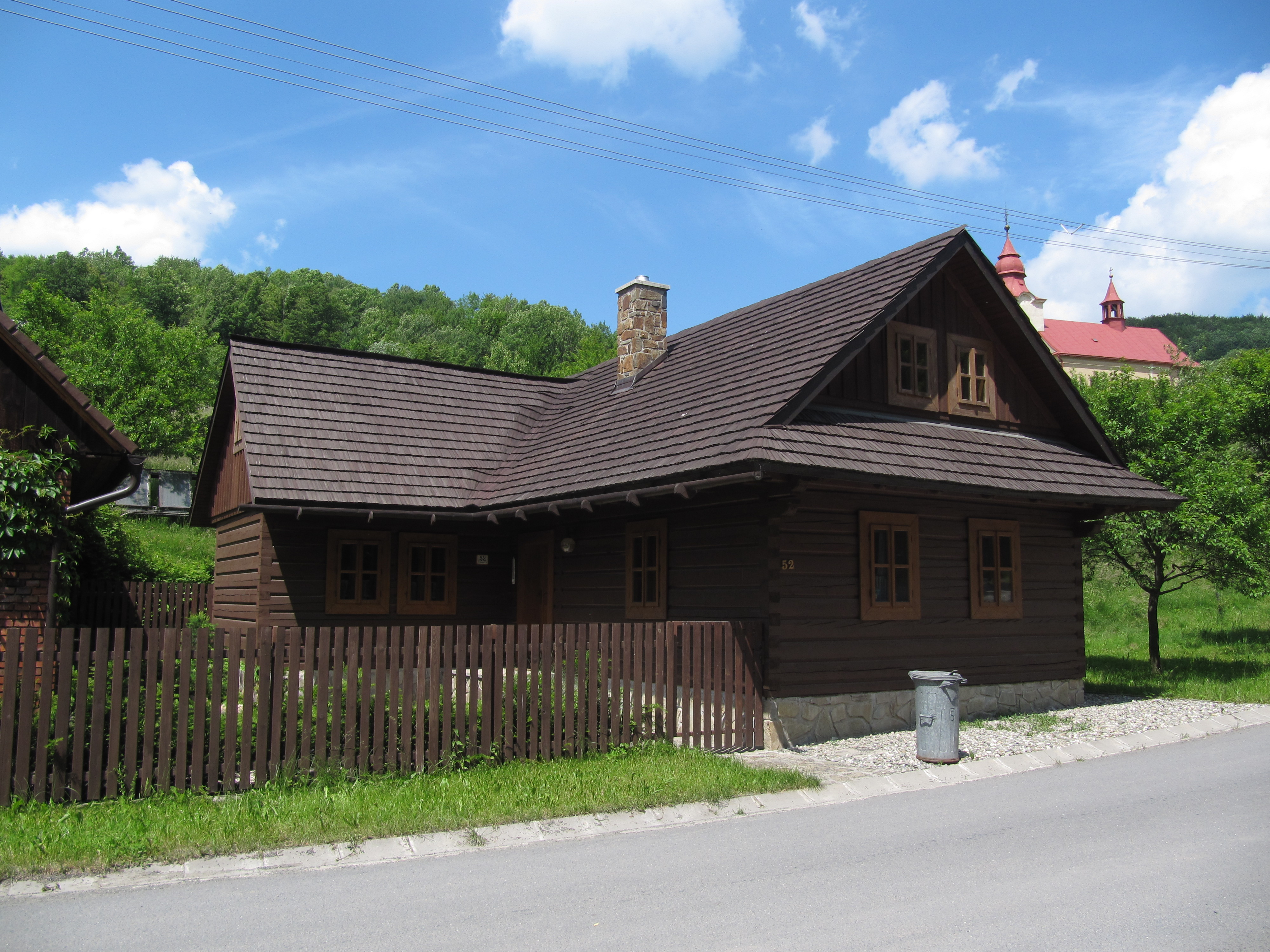
Lidová architektura
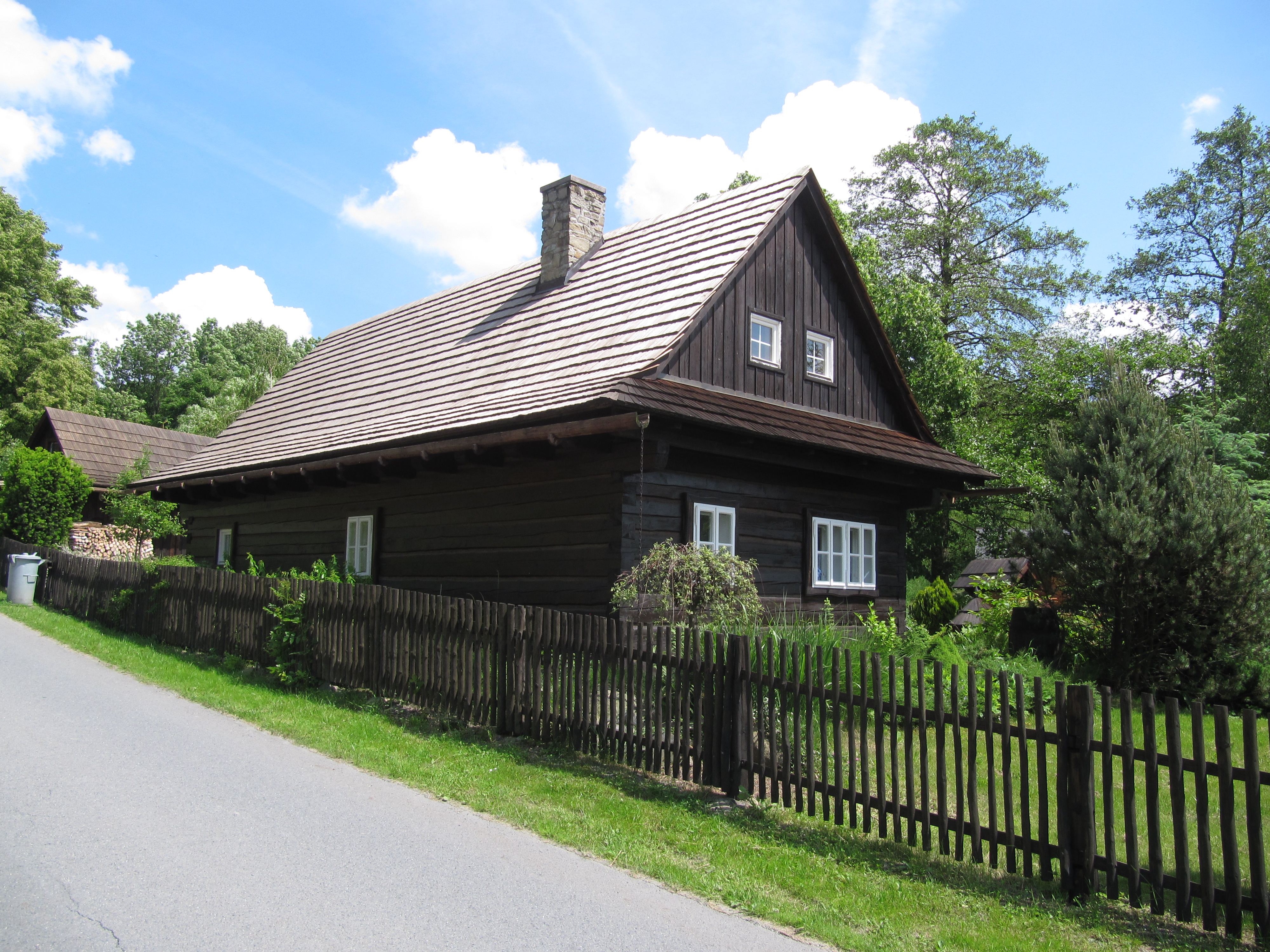
Lidová architektura
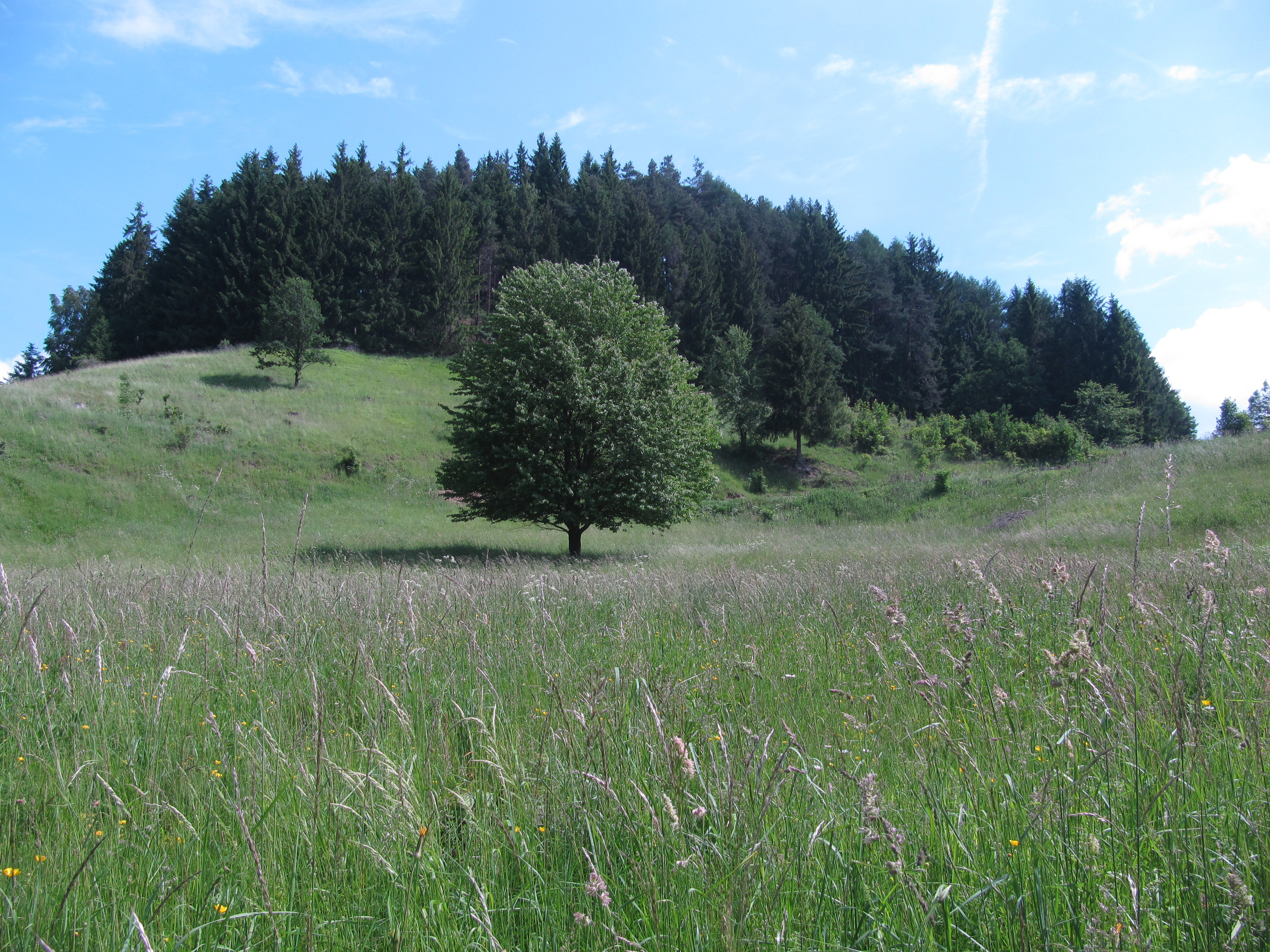
Krajina v okolí Rusavy